# Вінкенбюрт
Вінкенбюрт (нід. Vinkenbuurt) — селище в нідерландській провінції Оверейсел. Входить до муніципалітету Оммен.
Його площа становить 6,60 км², а населення станом на 2021 рік складало 295 осіб.
Перша згадка про населений пункт датується 1867 роком.